# Shannon Leto
Shannon Carl Leto (* 9. březen 1970) je americký zpěvák a textař a především bubeník skupiny 30 Seconds to Mars. Skupinu založil spolu se svým bratrem Jaredem Leto roku 1998 v Los Angeles.
Roku 2002 vydali své debutové album s názvem Thirty Seconds to Mars, které se shledalo s pozitivním ohlasem, ale světové slávy se skupina dočkala až po třech letech s vydáním druhého alba A Beautiful Lie. Roku 2009 vydali album This is War a roku 2013 ho následovalo album Lust, Love, Faith and Dreams. Tyto alba byli velmi úspěšná, ale samozřejmě se setkaly i s kritikou. Důkazem o velké základně fanoušků je i počet prodaných alb, v září roku 2014 bylo prodáno více než 15 milionů alb po celém světě.
Shannon Leto starší bratr zpěváka Jareda Leta - je bubeník v kapele 30 Seconds To Mars, příležitostný herec a fotograf.
Shannon Leto spolupracoval i na jiných projektech například ve spolupráci s Antoine Becksem, nahrávání se skupinou
The Wondergirls a nebo příležitostné hraní s kapelou Street Drum Corps. Za svou hudbu a talent získal kladnou kritiku od hudebníků i kritiků.

## Život

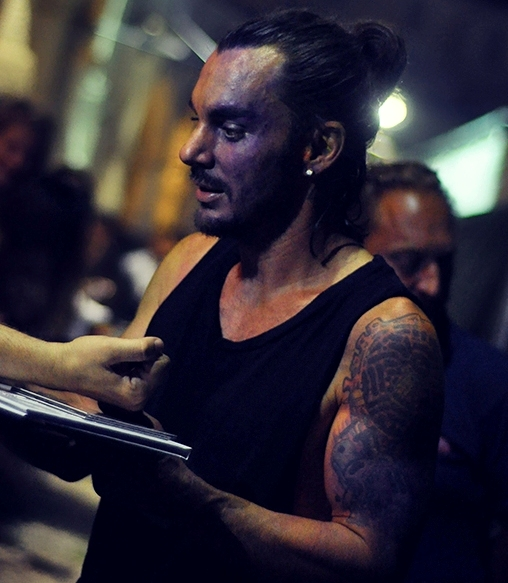
Shannon v Anfiteatro Camerini v Padova, Itálie 14,července 2013

Shannon Leto se narodil v Bossier City v Louisianě. Jeho matka Constance Leto (rozená Metrejonová) je cajunského původu. Když byl ještě dítě, jeho rodiče se rozvedli a Shannon i se svým mladším bratrem Jaredem zůstali s matkou a přestěhovali se k jejím rodičům. Otec se znovu oženil, ale když Shannonovi bylo 10 let, spáchal sebevraždu. Letovi se často stěhovali z rodné Louisiany do různých měst po celé zemi. Shannon má kromě svého vlastního bratra i dva nevlastní z otcova druhého manželství.
Matka Constance se účastnila hippie hnutí a podporovala své syny v dělání hudby. O bicí se začal zajímat v okamžiku, kdy začal hrát se svým bratrem. Shannon jednou
řekl: „Pocházím z docela umělecké rodiny. Všude byly plátna, barvy, nástroje a spousta dalších věcí. Jako dítě jsem hrál na hrnce a pánve, takže tak nějak z toho vyplynuly bicí, byl to prostě přirozený proces.“ V deseti letech dostal svoje první bicí, začal se na ně učit a rozvíjet svůj vlastní styl hraní.
Shannon popsal své dospívání jako neklidné období, požíval drogy a byl i vyhozen ze školy. „Nebyl jsem v pořádku, myslel jsem si, že nikam nepatřím,“ řekl a nazval se dokonce i „outsiderem“, který nenáviděl pravidla a chopil se každé příležitosti je zničit a postavit se proti nim. Nakonec to byl Jared, kdo mu pomohl vše urovnat zpět.

## Skupina
Shannon spolu s Jaredem založili roku 1998 kapelu Thirty Seconds to Mars. Jejich debutové album vznikalo několik let a nahráno bylo na venkově v Wyomingu během roku 2001 a i některé skladby byly nahrané začátkem roku 2002. Na dalších albech s nimi chtělo spolupracovat spoustu nahrávacích společností, skupina se nakonec rozhodla pro Immortal Records. Na nahrávání spolupracovali s producentem Bobem Ezrinem a s Brianem Virtueem. První album bylo vydané nahrávacími studii Immortal Records a Virgin 27. srpna 2002 v USA. Dosáhlo 107. místa v US Billboard 200 a 1.příčky v US Top Heatseekers. Nahrávce se dostalo velmi pozitivních ohlasů např. i od Megan O'Toole a do roku 2011 se prodalo více než 2 miliony kopií po celém světě.

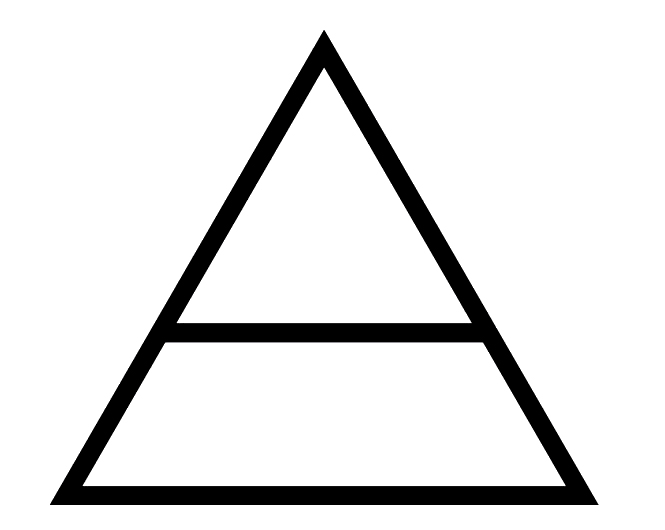
Triada- znak skupiny

Trvalo dva roky než vzniklo druhé album A Beautiful Lie a skupina dokonce procestovala 4 různé kontinenty. CD vyšlo v 30. srpna 2002 opět v USA. Stalo se platinovým v Recording Industry Association of America a dále zlatým a platinovým v několika dalších zemích s prodejem více než 4 miliony kopií. Skupina podnikla turné na propagaci alba a také se zúčastnili několika významných festivalů jako Roskilde, Pinkpop, Rock am Ring nebo Download.
V srpnu roku 2008, během nahrávání 3.alba, se skupina rozhodla podepsat kontrakt s novou nahrávací společností, což se neobešlo bez soudního líčení. Po téměř roku právních bitev kapela vyhrála soud. Podepsali novou smlouvu s EMI v prosinci 2009 vydali 3.album This Is War. Nahrávka dosáhla top desítky v několika národních hitparádách a získala řadu hudebních ocenění. V únoru 2002 odstartovali své turné Into the Wild Tour a zařadili se mezi nejvytíženější „putovní“ umělce roku. V prosinci 2001 vstoupili do Guinnessovy knihy rekordů za nejvíce živých vystoupení (300 koncertů) během období jednoho vydaného alba. V září 2002 vydal Shannon remix skladby Night of the Hunter, skladba z This Is War, a řekl, že chtěl do písně vnést nové světlo pomocí tanečních prvků.
V květnu 2013 vydali v pořadí již své 4.album s názvem Lust, Love, Faith and Dreams. Album vydala nahrávací společnost Universal. Opět mělo velice kladné ohlasy a dosáhlo top desítky ve více než 15 zemích včetně USA a Velké Británie. Skupina se vydala na turné Love, Lust, Faith and Dreams Tour a the Carnivores Tour, na které jeli společně se skupinou Linkin Park. V dubnu 2014 30 Seconds to Mars oznámilo, že odešli od nahrávací společnosti Virgin Records.

## Hraní

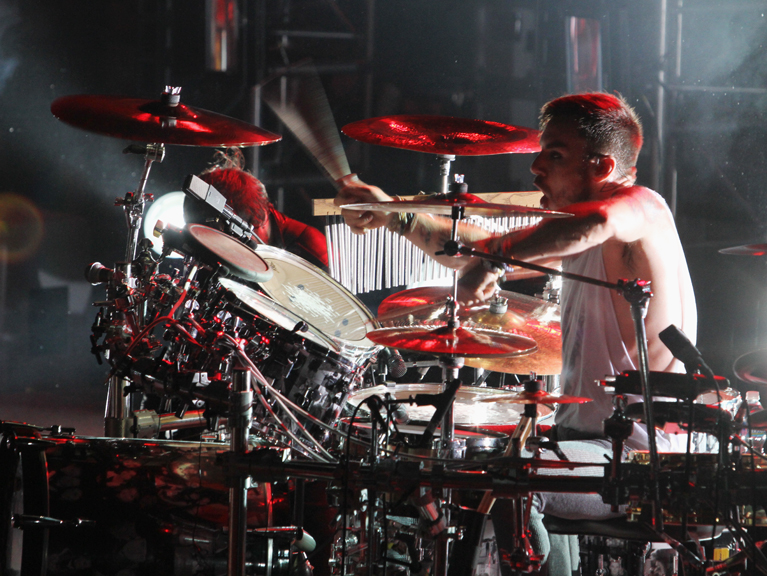
Shannon na živém koncertu v Ohiu v roce 2010

Shannon je znám pro energetická živá vystoupení a schopnost skloubit dohromady tradiční hraní na bicí s experimentálním. Během tvorby 1.alba studiového alba hrál výhradně na elektronické bicí a byl přirovnáván ke kapelám jako jsou Pink Floyd, The Cure, Led Zeppelin nebo The Who. Producent alba Bob Ezrin řekl: „...Shannon je jeden z nejvíce invenčních bubeníků, se kterými jsem pracoval. Nespokojí se s pouhým přidáním rytmu, jeho bubnové části jsou nedílnou součástí skladem a je to také skvělí bubeník na živo, je velmi zábavné ho sledovat....“ Napsal také instrumentální skladbu L490 a zahrál každý nástroj v ní. Při nahrávání 4.alba experimentoval s různými nástroji a právě jeho vlivem se na albu objevuje velká škála stylů. Shannon byl víceméně samouk co se týče bicích. V mládí byl velmi oddaným fanouškem progresivního rocku a blues, poslouchal Fleetwood Mac, Janis Joplin, Jimi Hendrix, Pink Floyd, Led Zeppelin a Boz Scaggs. Inspiroval se elektronickou hudbou, Depeche Mode a The Cure. Největší vliv na něj měla jazzová skupina Steely Dan nebo heavy metalové skupiny jako Mountain, Iron Maiden a Kiss. Podle Shannona byli tito umělci komerčně životaschopní a byli také respektovaní pro to, co řekli a nebo čím přispěli do světa hudby. V jednom rozhovoru řekl, že jeho obdiv se nikdy nezaměřil pouze na bubeníky, prozradil, že se vždy cítil být více spojený s celou hudbou než pouze s bubeníkem.
Při tvorbě prvního alba Shannon i Jared experimentovali, snažili se vytvořit specifický zvuk, tento „proces“ byl popsán jako „velmi organický“. Pokoušeli se vytvořit spíše pocit než zvuk, který by připomínal komunitu, ve které byli jako děti. Shannon také řekl, že koncerty jsou jakýmsi přímým odrazem z tohoto období jejich dětství. Roku 2012 získal na Drummies Awards cenu Indie Drummer Award a v letech 2009 a 2011 byl nominován na Alternative Drummer.

## Další práce
Roku 1994 si zahrál menší roli v My So-called Life, kde hrál původně pouze Jared. Později se objevil ve filmech Prefontaine (1997), Sol Goode (2001) a Highway (2002). Také v roce 1999 nahrál skladby „Drop That Baby“ a „Let's Go All the Way“ s krátkotrvající kapelou The Wondergirls. Od roku 2007 občas hrál se skupinou Street Drum Corps, v červnu 2008 se stal součástí Habitat for Humanity společně s dalšími členy kapely 30 Seconds to Mars. Stal se také producentem americké elektronické kapely CB7 a to po setkání s hudebníkem Antoine Becksem v roce 2009. CB7 se roku 2011 přidalo na tour Into the Wild Tour v Severní Americe společně s 30 Seconds to Mars. Ve stejném roce se stal součástí vedlejšího projektu s Antoine Becksem, cestovali spolu po celém světě až do roku 2012 kdy se rozdělili. V březnu 2015 Shannon zahájil projekt Black Fuel Trading Company, značka životního stylu, která se zaměřuje především na zodpovědné zdroje a na přímý obchod s kávou.